# Ad de Wert
Ad de Wert (* 16. April 1952; † 24. März 2015) war ein niederländischer Fußballspieler.

## Sportlicher Werdegang
De Wert spielte zunächst bei der PSV Eindhoven, setzte sich aber nicht durch und wechselte zum seinerzeitigen Zweitligisten Helmond Sport. Mit dem Klub stieg er 1982 in die Eredivisie auf und bestritt bis zum Wiederabstieg zwei Jahre später 36 Erstligapartien. Anschließend schloss er sich dem Zweitligisten FC Eindhoven an, bei dem er seine aktive Laufbahn ausklingen ließ.